# Ultimo stadio. Diario di due malati di calcio
Ultimo stadio. Diario di due malati di calcio è un saggio umoristico sulla vita e le abitudini di due tifosi di calcio scritto a quattro mani da Matteo Maffucci e Sergio Colabona.

## Trama
Il libro espone le esperienze biografiche da tifosi di Matteo Maffucci, studente romanista e componente degli Zero Assoluto, e Sergio Colabona, quarantenne regista televisivo laziale, ed è composto da brevi racconti che raccontano abitudini e aneddoti tipici del tifoso sfegatato.

## Edizioni
- Matteo Maffucci, Sergio Colabona, Ultimo stadio. Diario di due malati di calcio, collana Biblioteca letteratura, Editori riuniti, 2001,  p. 134, ISBN 978-88-359-5041-7.